# Domenico Napoletano
Domenico Napoletano (Napoli, 1º gennaio 1912 – 8 maggio 1981) è stato un politico italiano.